# عاشق‌پیشه‌ها
عاشق‌پیشه‌ها (انگلیسی: The Love Bugs) یک فیلم کمدی صامت کوتاه آمریکایی است که در سال ۱۹۱۷ منتشر شد. از بازیگران این فیلم می‌توان به اولیور هاردی فلورنس مک‌لاکلین و اتل برتون اشاره کرد.